# Інгрід Свантеполксдоттер
Інґрід Свантеполксдоттер (flor. 1350) — шведська шляхтанка і абатиса. Вона передусім відома тим, що була центральною фігурою в одному з відомих інцидентів, що називаються викраденням дівчат з Врети, де вона, як і її мати до неї, була викрадена з абатства Врета чоловіком, за якого вона пізніше вийшла заміж. Пізніше вона стала настоятелькою в тому самому абатстві, де служила в 1323—1344 роках.
Інґрід була дочкою Свантеполка з Вібі та Бенґти з Б'єльбу і, таким чином, племінницею королеви Швеції Катаріни. Вона була заручена з данським шляхтичем Давидом Торстенссоном, але в дитинстві поміщена в абатство Врета, щоб отримати освіту до шлюбу; її сестру Катерину також помістили туди. У 1287 році Інґрід була викрадена норвезьким ярлом Фольке Альготссоном, що стало третім із знаменитих викрадень дівчат із Врети, два попередні були викраденнями її матері та бабусі по материнській лінії. Фольке відвіз її до Норвегії, де вони одружилися. Інгрід повернулася до Швеції після смерті Фольке в 1310 році. До березня 1322 року вона стала членом абатства Врета, а в 1323 році змінила свою сестру на посаді настоятельки. Вона зреклася посади в 1344 році, а востаннє згадується в 1350 році, коли вона тимчасово служила настоятелькою між смертю колишньої настоятельки і до обрання наступної.